# Trolleybus de Galați
Le réseau de trolleybus de Galați est le réseau de trolleybus faisant partie du réseau de transports en commun de la ville de Galați en Roumanie.

## Histoire
Les trolleybus ont été mis en circulation le 23 août 1989 sur la route 101, Micro 19-Centru, desservie par 7 trolleybus Rocar 217E. Vers la fin de 1989, le réseau s'étend jusqu'au Jardin Public (roumain:Grădina Publică), donnant ainsi naissance à la route 102. En 1990, les trolleys atteignent le parc CFR, et seulement après 1990, les trolleybus atteignent la rue Combinatului et la nouvelle base de bus. Jusqu'à ce que les câbles soient montés sur la base des bus, les trolleybus étaient garés soit aux extrémités soit sur l'esplanade de la salle des sports.
En 1999, trois trolleybus Astra-Ikarus sont arrivés, suivis en 2008 de 10 trolleybus MAZ 203T Eton et le dernier mais pas le dernier en 2017, 17 trolleybus Skoda Solaris 26Tr. La mairie de Galați a exprimé son intention de remplacer certaines lignes de tramway par des lignes de trolleybus, les premiers itinéraires prévus pour la transformation en trolleybus étant la route 9 et la route 35.
En 2017, pour modernisation de la flotte, la municipalité décide d'acheter dix-sept trolleybus de fabrication tchèque. Ce sont des Skoda 26Tr Solaris. Ils étaient achetés pour remplacer les Ikarus 415T des années 1990.

## Réseau actuel

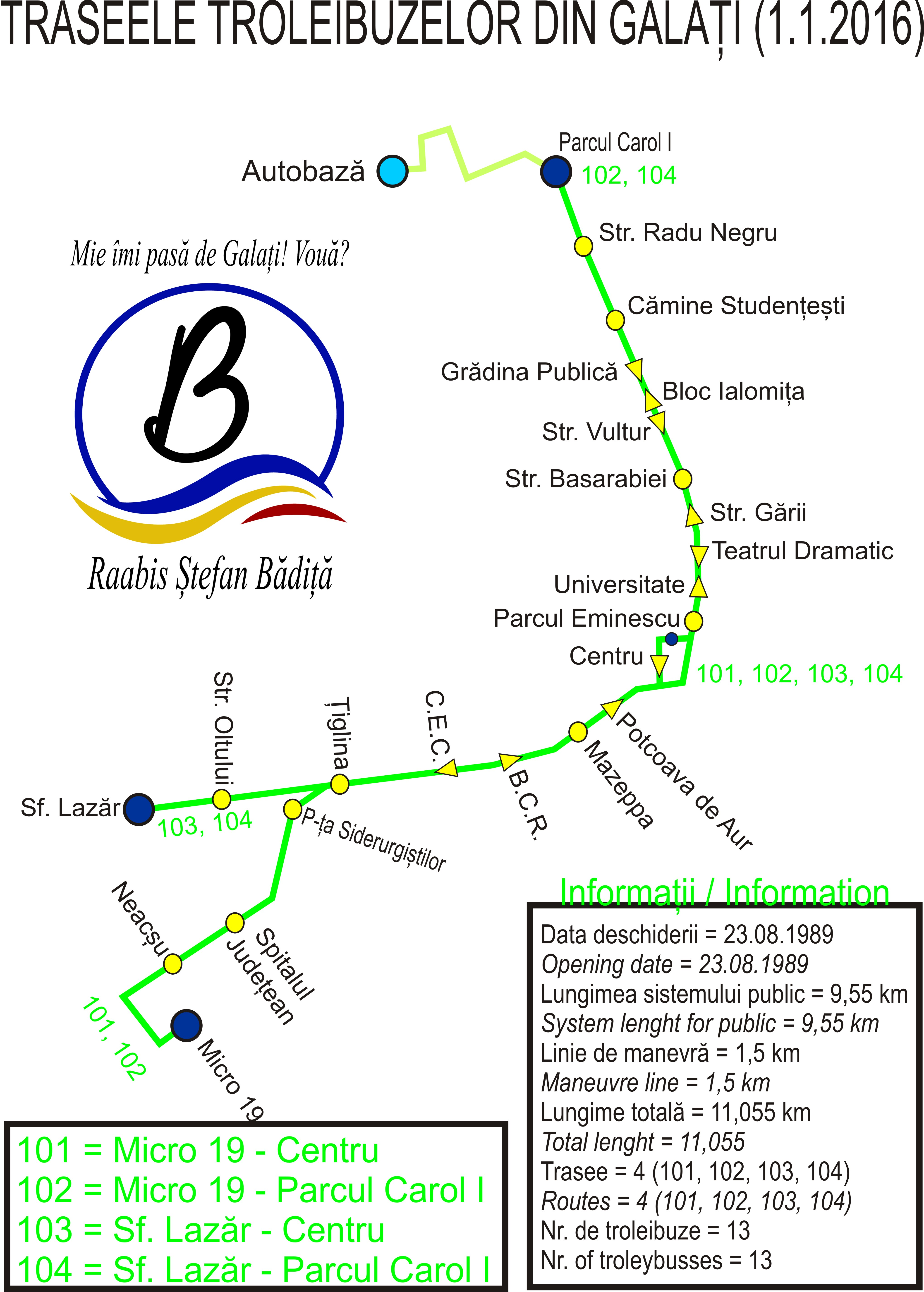
Le réseau de trolleybus de Galatsi

Il y a actuellement quatre lignes de trolleybus en service : 101, 102, 103 et 104. Les routes 101 et 103 sont utilisées en cas de panne ou de barrage routier.
- 101 : Micro 19-Centru
- 102 : Micro 19-Parc CFR
- 103 : Tiglina III-Centru
- 104 : Tiglina III-Parc CFR

## Flotte

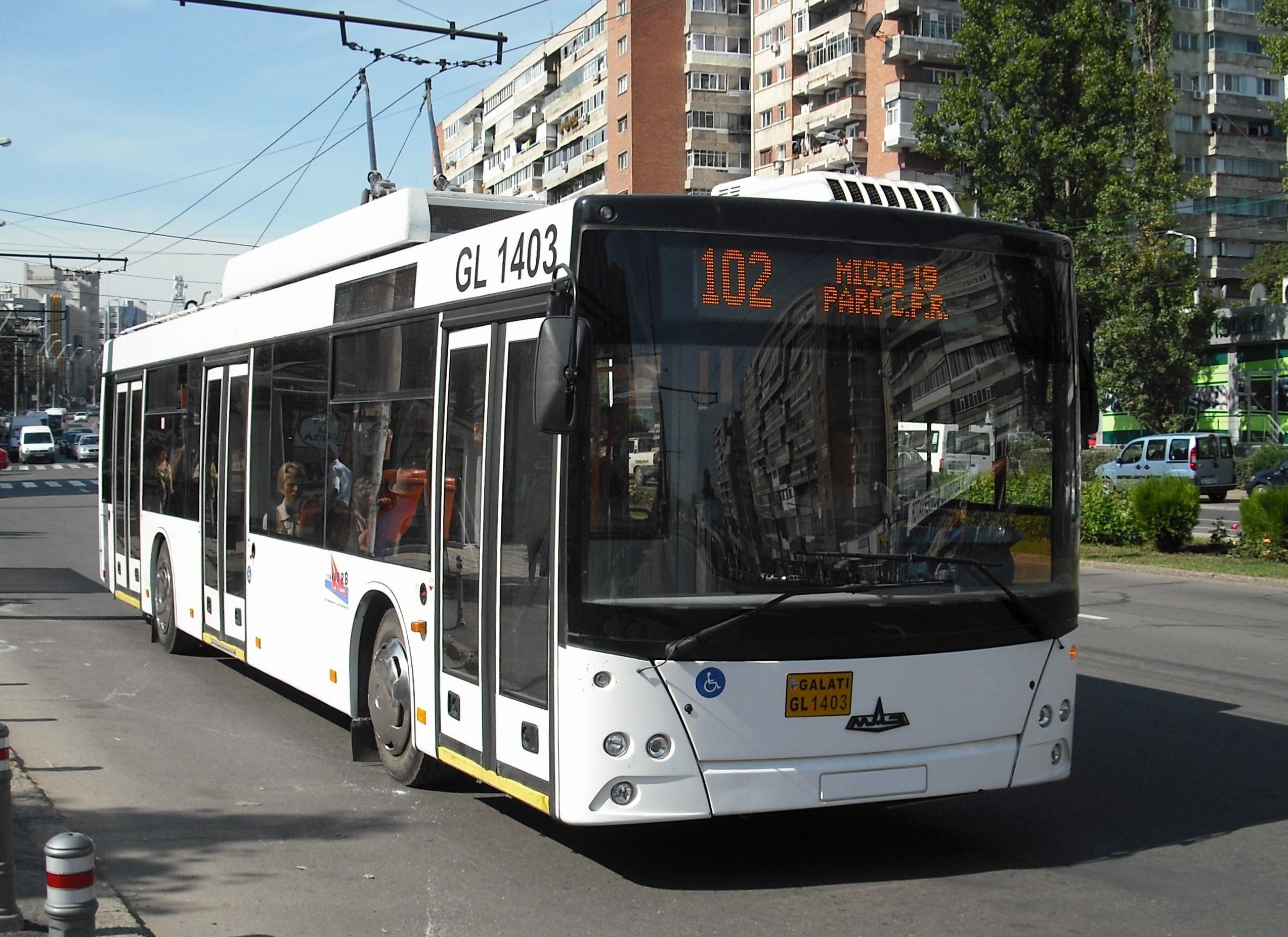
Trolleybus MAZ-203T sur ligne 102

Il y a actuellement 27 véhicules en service sur les 4 lignes. Ils possèdent des affichages de ligne et direction à LED, des annonces sonores des stations à venir et des correspondances.
- MAZ-203T: 10 unités; 10 unités en service sur les 10 acquises en 2008;
- Skoda 26Tr Solaris: 17 unités; 17 rames en service sur les 17 acquises en 2017.